# Cadillac CT6
Cadillac CT6 – samochód osobowy klasy luksusowej produkowany pod amerykańską marką Cadillac w latach od 2016 roku. Od 2023 roku produkowana jest druga generacja modelu.

## Pierwsza generacja

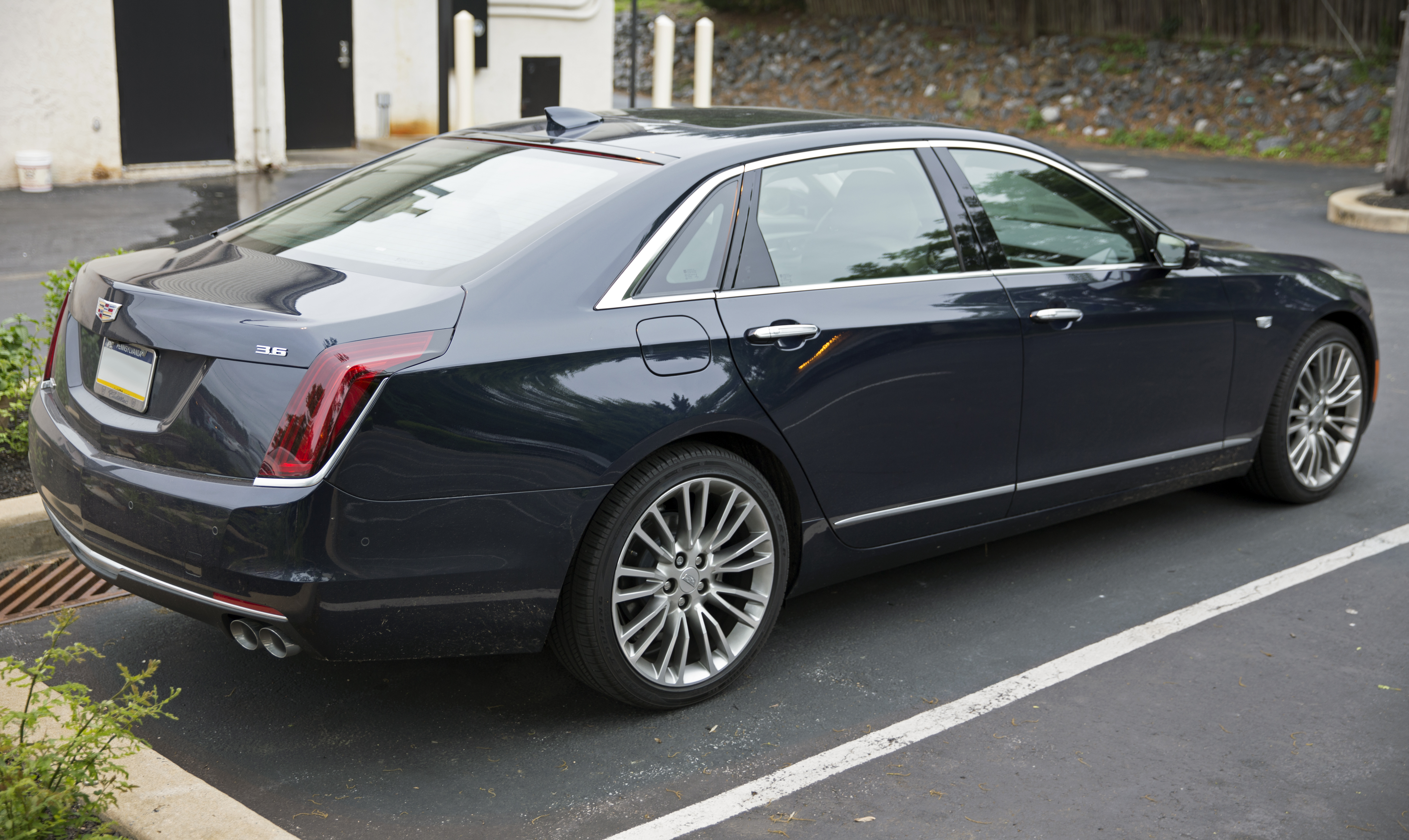
Cadillac CT6 I - tył

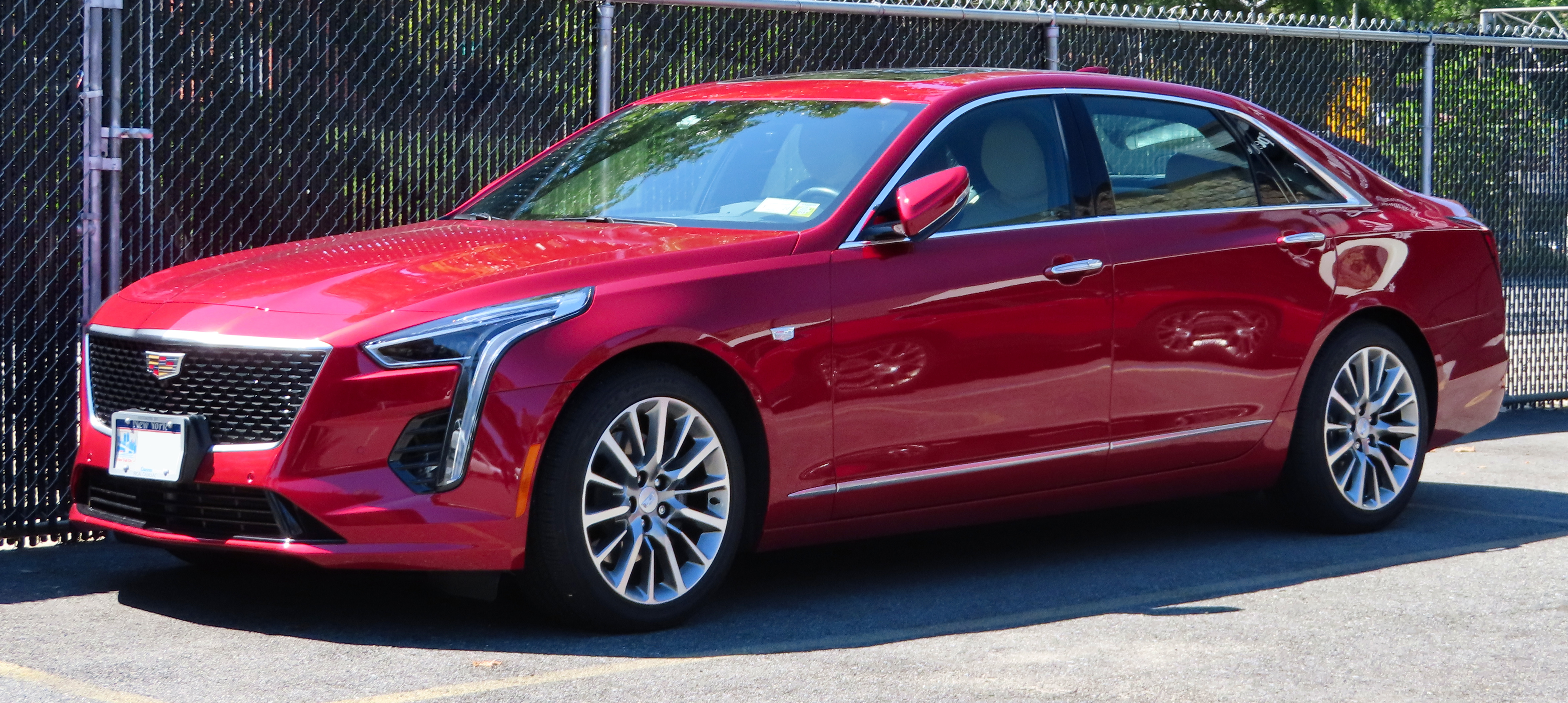
Cadillac CT6 I po liftingu

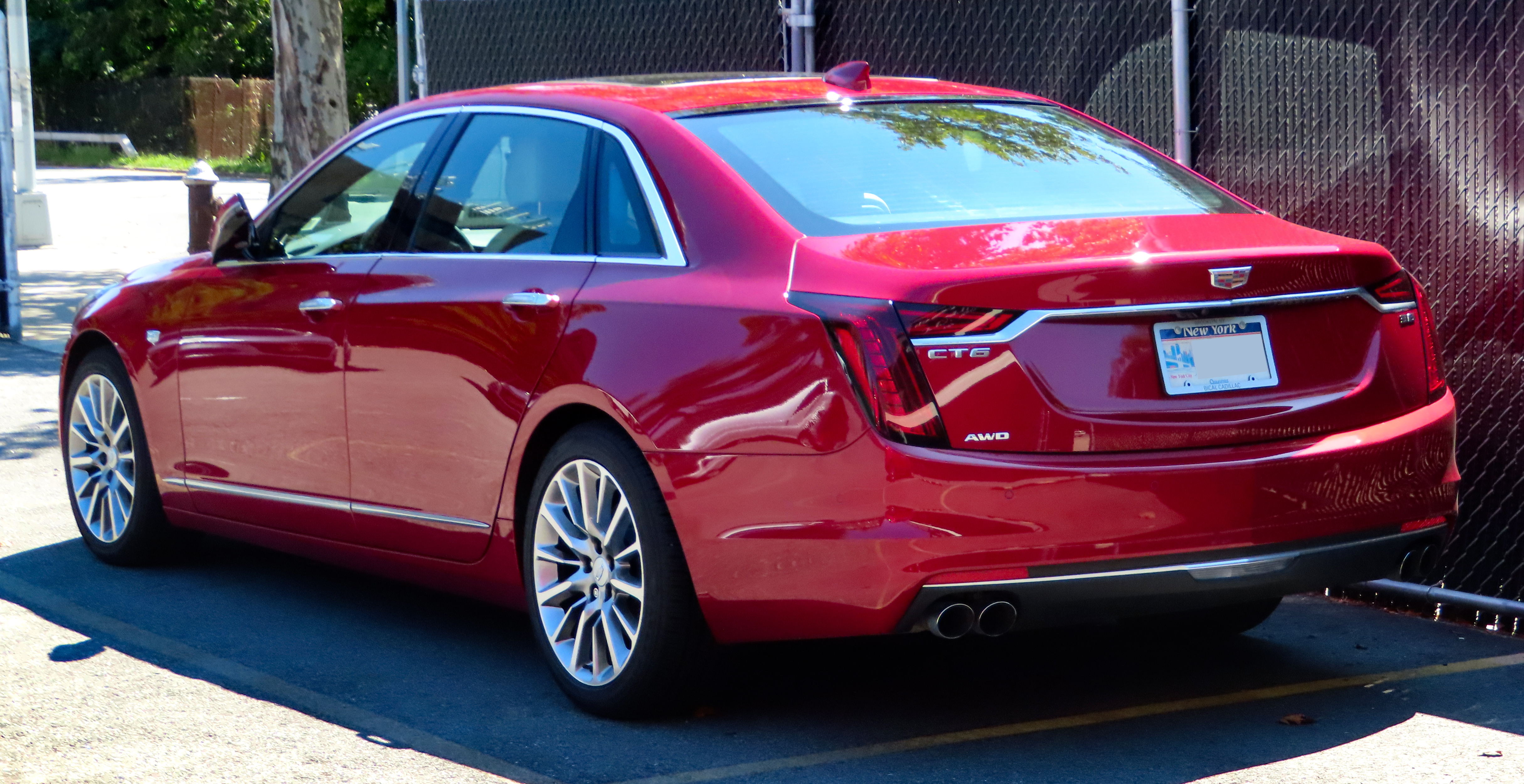
Cadillac CT6 I - tył po liftingu

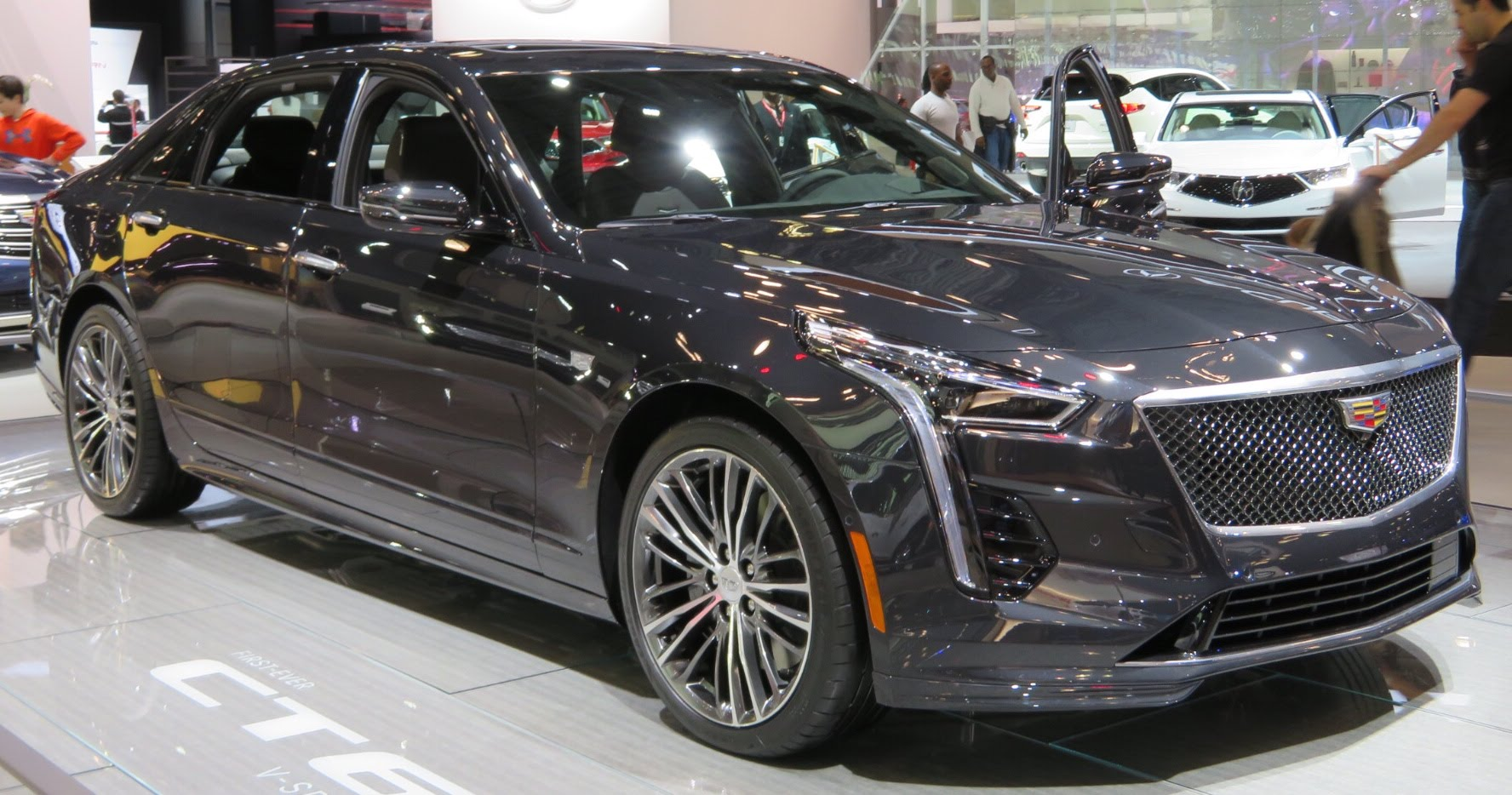
Cadillac CT6-V I

Cadillac CT6 I został zaprezentowany po raz pierwszy w 2015 roku.
Podczas premiery na kwietniowych targach motoryzacyjnych w Nowym Jorku, CT6 przejął rolę nowego flagowego i najbardziej luksusowego samochodu w ofercie amerykańskiej firmy, plasując się powyżej dotychczas określanego tak XTS-a. Pojazd został zbudowany na bazie płyty podłogowej GM Omega powstając z elementów wykonanych aluminium i jako pierwszy nosząc nazwę opartą na nowym porządku literowo-numerycznym.
Pod kątem wizualnym CT6 utrzymany został w charakterystycznej estetyce łączącej smukłą sylwetkę dużym, trapezowym przednim wlotem powietrza oraz reflektorami wraz z lampami w kształcie bumerangów. Kabina pasażerska utrzymana została w luksusowej estetyce i priorytetyzacji wygospodarowania przestrzeni dla pasażerów drugiego rzędu siedzeń. Deska rozdzielcza została zdominowana przez system rozrywki wyposażony w 10,2-calowy ekran dotykowy, który dodatkowo obsłużył także umieszczony w konsoli centralnej touchpad.
Pierwsza generacja CT6 otrzymała rozbudowane wyposażenie z zakresu bezpieczeństwa i komfortu jazdy. Objęło ono m.in. bezprzewodową ładowarkę smartfonów, bezprzewodowy internet 4G LTE, skórzaną tapicerkę, tylną kanapę z niezależnie regulowanymi siedzeniami z pięcioma programami masażu, dwa 10-calowe ekrany w oparciach przednich foteli, nagłośnienie Bose Corporation z 34-głośnikami, system Night Vision z wykrywaniem osób i zwierząt, system zapobiegający kolizjom, kamerę wyświetlającą obraz na lusterku wstecznym.

### Lifting
W marcu 2018 Cadillac przeprowadził gruntowną modernizację CT6 pierwszej generacji. Zmieniono wygląd przedniej atrapy chłodnicy, która stała się bardziej kanciasta i obszerniejsza. Przemodelowano przedni i tylny zderzak, a także zmodyfikowano kształt reflektorów oraz lamp tylnych zgodnie z nowym językiem stylistycznym marki. Charakterystyczne krawędzie poprowadzono ku środkowi, a łezkowate paski LED stały się dłuższe i bardziej dominujące w segmentach lamp. Producent zastosował ponadto nową generację systemu multimedialnego, a także przeprojektował układ wskaźników.

### Sprzedaż
Produkcja CT6 pierwszej generacji rozpoczęła się ponad 8 miesięcy po debiucie, w styczniu 2016 roku poczynając od amerykańskich zakładów w Detroit. W maju tego samego roku uruchomiono także sprzedaż i lokalną produkcję w Chinach w ramach joint-venture SAIC-GM.
Już w listopadzie 2018 koncern General Motors ogłosił, że w ramach gruntownego planu restrukturyzacji z oferty zniknie większość sedanów i klasycznych samochodów osobowych różnych podległych marek. Wśród tych modeli znalazł się m.in. Cadillac CT6. W styczniu 2019 poinformowano, że produkcja limuzyny będzie trwać w Stanach Zjednoczonych co najmniej do końca 2019 roku, by ostatecznie zakończyć się w styczniu 2020 roku. Niezależnie od tego, samochód pozostał w produkcji i sprzedaży w Chinach. W ramach wycofania z produkcji sedana CT6, General Motors zwolniło 814 pracowników. Wskutek negocjacji ze związkiem zawodowym, fabryka nie została jednak ostatecznie zamknięta - jeszcze w 2020 roku rozpoczęto modernizację w celu dostosowania zakładów do produkcji nowych samochodów elektrycznych Cadillaka i GMC.

### Silniki
- R4 2.0 Turbo LSY 237 KM
- R4 2.0 Turbo LTG 266 KM
- R4 2.0 Turbo PHEV LTG 335 KM
- V6 3.6 High Feature LGX 340 KM
- V6 3.0 Twin Turbo LGW 405 KM
- V8 4.2 Twin Turbo LTA 500 KM
- V8 4.2 Twin Turbo LTA 550 KM (CT6-V)

## Druga generacja

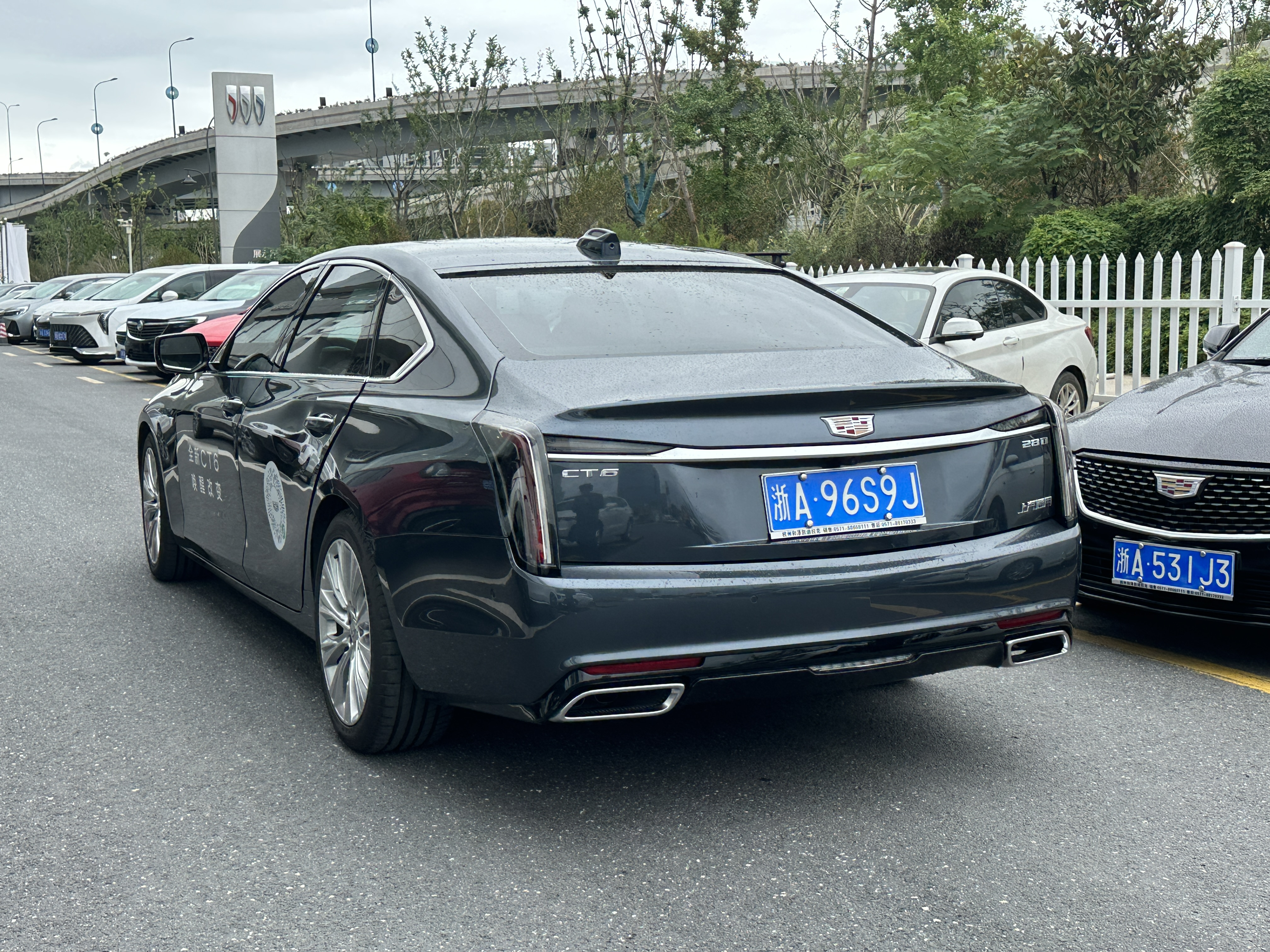
Cadillac CT6 II - tył

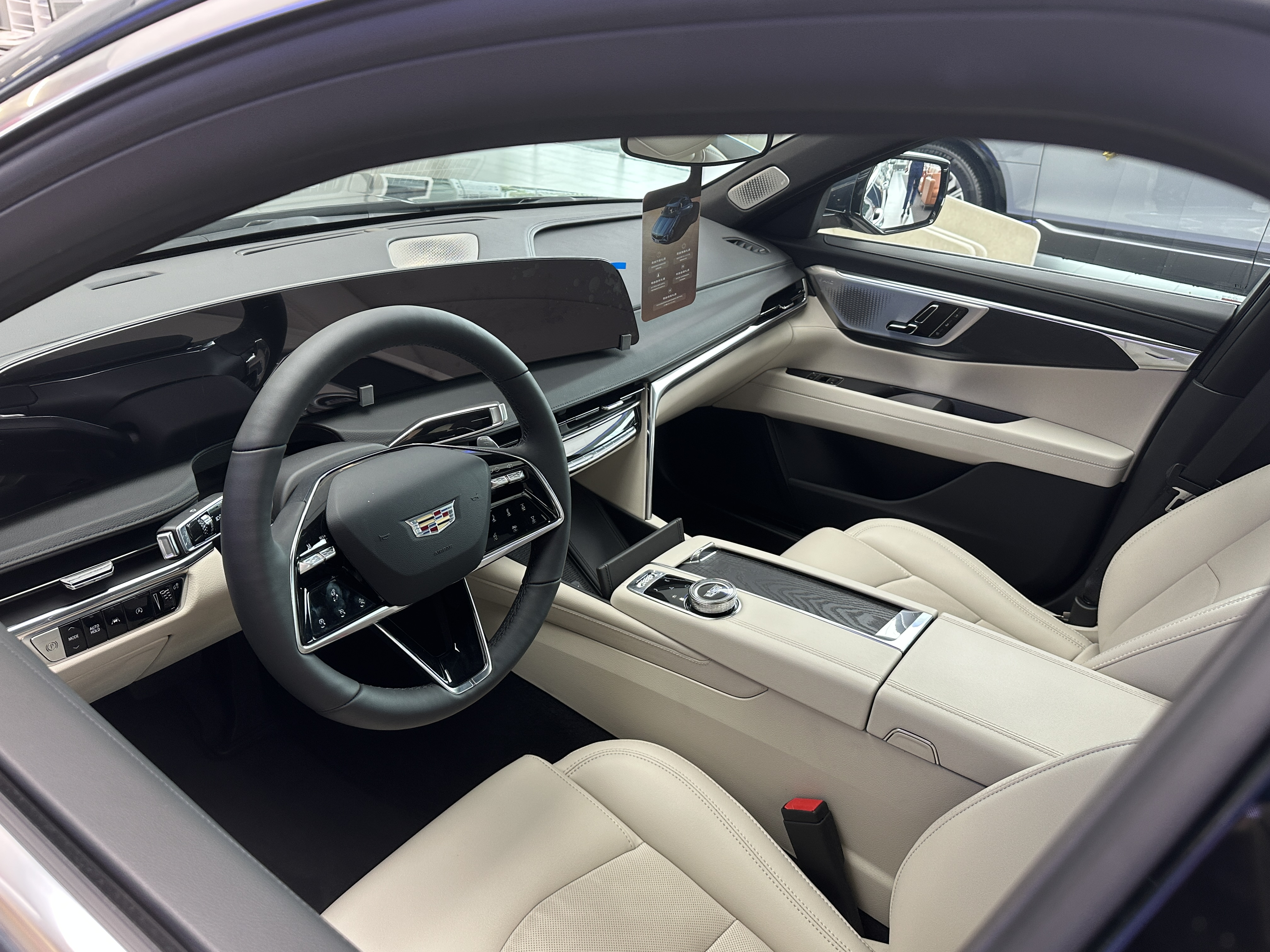
Cadillac CT6 II - kokpit

Cadillac CT6 II został zaprezentowany po raz pierwszy w 2023 roku.
Po wycofaniu się z produkcji CT6 dotychczasowej generacji w 2020 roku, rolę flagowej limuzyny w amerykańskim portfolio Cadillaka przejął przedstawiony w 2022 małoseryjny, elektryczny fastback Celestiq. Niezależnie od tego, na rynku chińskim model CT6 pozostał w lokalnej produkcji i sprzedaży do wiosny 2023, gdy zastąpiła go nowa, druga generacja. Została ona opracowana lokalnie przez joint-venture SAIC-GM, które wykorzystało dotychczasową płytę podłogową Omega i ją obszernie zmodernizowało. CT6 II zachował przez to podobne proporcje nadwozia co poprzednik, dzieląc z nim także zbliżone wymiary oraz rozstaw osi.
Pod kątem stylistyki druga generacja CT6 została dostosowana do nowego generacji języka stylistycznego amerykańskiej firmy zapoczątkowanego przez model Lyriq. W ten sposób zyskał więcej niż poprzednik ostrzejszych linii, charakterystyczny duży przedni wlot powietrza oraz dwurzędowe reflektory z wąskim segmentem przy krawędzi maski i charakterystycznymi, pionowymi kreskami z diod LED poniżej tworzącymi drugi segment reflektorów.
Kabina pasażerska w podobnym stopniu co stylistyka zewnętrzna zaadaptowała estetykę najnowszych wówczas modeli Cadillaka. Minimalistycznie zaaranżowaną deskę rozdzielczą zdominował zakrzywiony, 33-calowy wyświetlacz pełniący funkcję informacji o pojeździe, cyfrowych zegarów oraz centralnego systemu multimedialnego pod jedną zintegrowaną taflą. Zyskał on rozdzielczość 9K, dostęp do 5G oraz procesor 8155 Qualcomm zasilający system operacyjny. W standardzie znalazło się rozbudowane oświetlenie ambientowe, a także 19-głośnikowy system multimedialny firmy AKG.
Do napędu drugiej generacji CT6 wykorzystano wyłącznie jeden, 2-litrowy silnik benzynowy z turbodoładowaniem. Rozwinął on moc 233 KM i 258 Nm maksymalnego momentu obrotowego, współpracując z 10-stopniową automatyczną skrzynią biegów.

### Sprzedaż
Cadillac CT6 drugiej generacji został opracowany wyłącznie z myślą o rynku chińskim, bez planów sprzedaży w rodzimych Stanach Zjednoczonych. Debiut flagowego modelu w gamie firmy miał miejsce w Chinach niedługo po prezentacji, w maju 2023, przy okazji czego firma świętowała 20-lecie obecności w tym kraju.

### Silniki
- R4 2.0l Turbo 233 KM